# Mont Sacré Sainte Trinité de Ghiffa
Pour les articles homonymes, voir Santa Trinita.
Le Mont Sacré Sainte Trinité de Ghiffa est un calvaire édifié à la fin du XVIe et au début du XVIIe siècle, à Ghiffa, une petite ville située dans la province du Verbano-Cusio-Ossola dans le Piémont, dédié à la Sainte Trinité, qui a été inscrit le 3 juillet 2003, avec huit autres calvaires du Piémont et de la Lombardie sur la liste du patrimoine mondial au titre des biens culturels par l’Unesco.

## Situation
C’est près d’un ancien oratoire dédié à la Sainte Trinité, dont les plus anciens documents remontent à l’an 1591, que naît l’idée de créer un Mont Sacré entre la fin du XVIe et le XVIIe siècle. La dévotion religieuse était alors si forte que l’évêque de Novare après sa visite cette année-là, écrivit « les gens accourent de partout pour visiter le mont miraculeux ». À la différence d’autres monts sacrés, celui de Ghiffa est resté inachevé, puisque seules trois chapelles seulement ont été réalisées : le couronnement de Marie, Saint Jean-Baptiste, et Abraham, ainsi que le portique successif du chemin de croix. Ce projet, que l’on peut considérer comme en cours de réalisation, nous permet de mieux comprendre l’évolution des autres Monts Sacrés. L’église actuelle à trois travées fut construite à partir de 1617. Des modifications furent apportées ultérieurement : le clocher à la moitié du XVIIe siècle, le portique caractéristique en 1691 et enfin en 1761 l’élévation du pronaos qui a donné à la façade son aspect actuel. La Réserve naturelle spéciale, instituée en 1987, est la tutelle de l’ensemble monumental et un vaste domaine boisé qui s’élève le long des versants du Mont Cargiago, face au lac Majeur.

## Histoire
Sur le Mont Cargiago, bien avant la construction du Mont Sacré, il existait un petit oratoire dédié aux mystères de la Sainte Trinité. L’église, considérée comme le lieu d’évènements miraculeux, attirait déjà les pèlerins avant le XVIe siècle. Un grand nombre de sentiers et chemins reliaient le lac au mont, qui était fréquenté en tant que lieu religieux de prière, mais aussi comme un lieu de rencontre, de repos, de foires et marchés populaires.
Vers la fin du XVIIe siècle on commença la réalisation du Mont Sacré autour de l’église. Celui-ci représentait certains épisodes de l’ancien et du Nouveau Testament, en s’inspirant du modèle déjà construit près de Varèse. Jusqu’à présent les archives n’ont pas révélé les noms des auteurs et des promoteurs. Cependant il est certain que l’édification de la Trinité de Ghiffa se fit difficilement et le Mont Sacré resta inachevé, avec la construction de trois chapelles seulement. Il est étonnant de découvrir que sous la chapelle dédiée à St. Jean-Baptiste, il existait autrefois une citerne pour l’eau de pluie qui était reliée à la fontaine du sanctuaire; par la suite celle-ci devint une glacière utilisée par les bouchers du village. L’église originale fut agrandie avec la construction d’un édifice plus vaste avec une unique nef.
Malgré l’inachèvement du projet et le manque de documents historiques, on observe tout de même l’esquisse d’un plan d’urbanisme et la volonté de le porter à terme: en effet la chapelle d’Abraham est tournée vers le hameau de Ronco, ce qui signifie qu’un chemin aurait dû relier le village à l’oratoire de la Trinité. À la fin des années soixante l’ensemble de la Trinité se trouvait dans un état de dégradation avancé : le manque de disponibilités financières amena à substituer le toit de certaines chapelles avec d’autres en ardoise. La restauration globale du Mont Sacré a finalement pu être entreprise avec l’institution de la réserve naturelle spéciale, avec l’intention de retrouver les anciennes topologies là où cela est possible.

## Galerie : Quelques images du Mont Sacré de la Sainte Trinité de Ghiffa

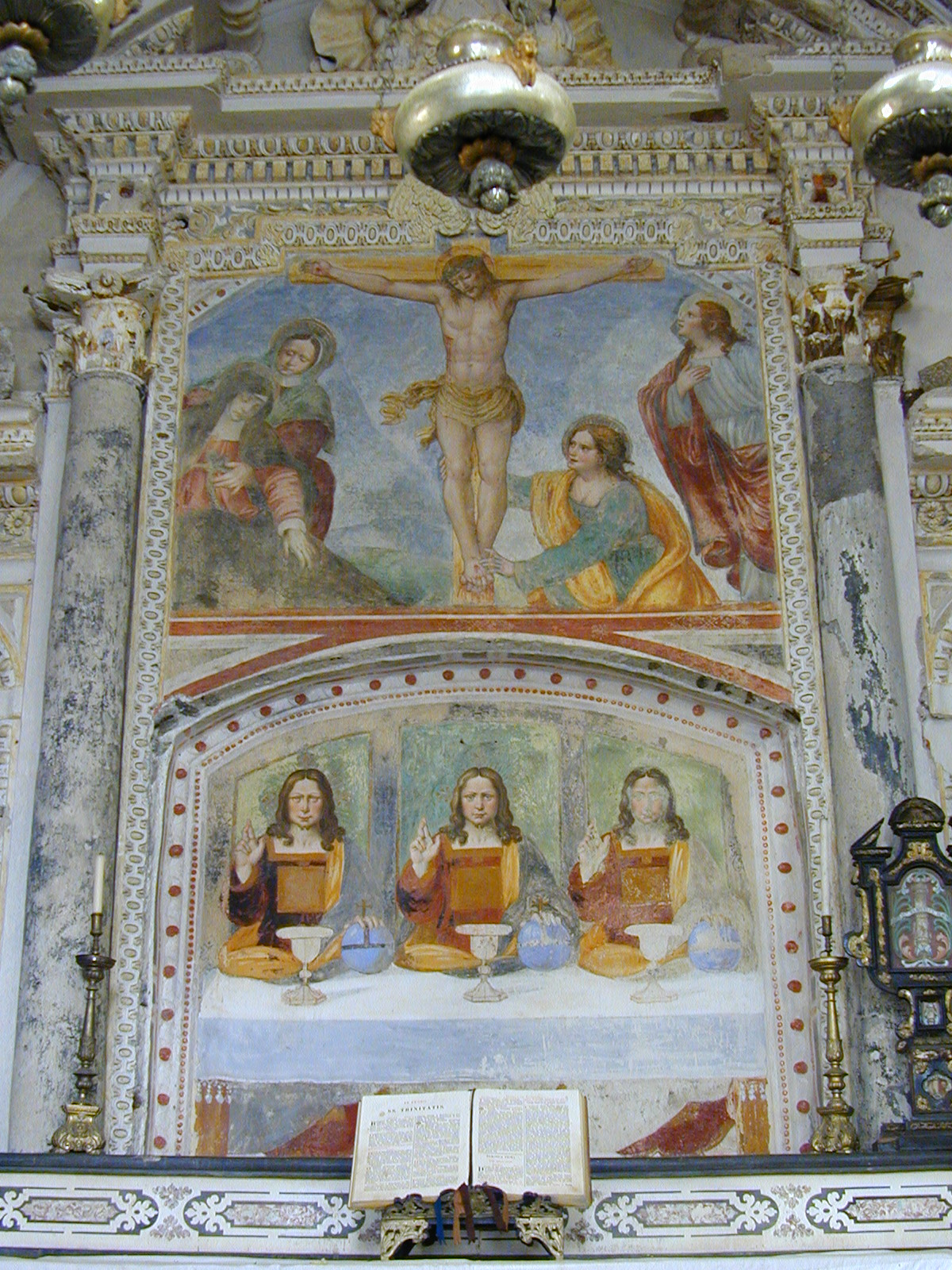
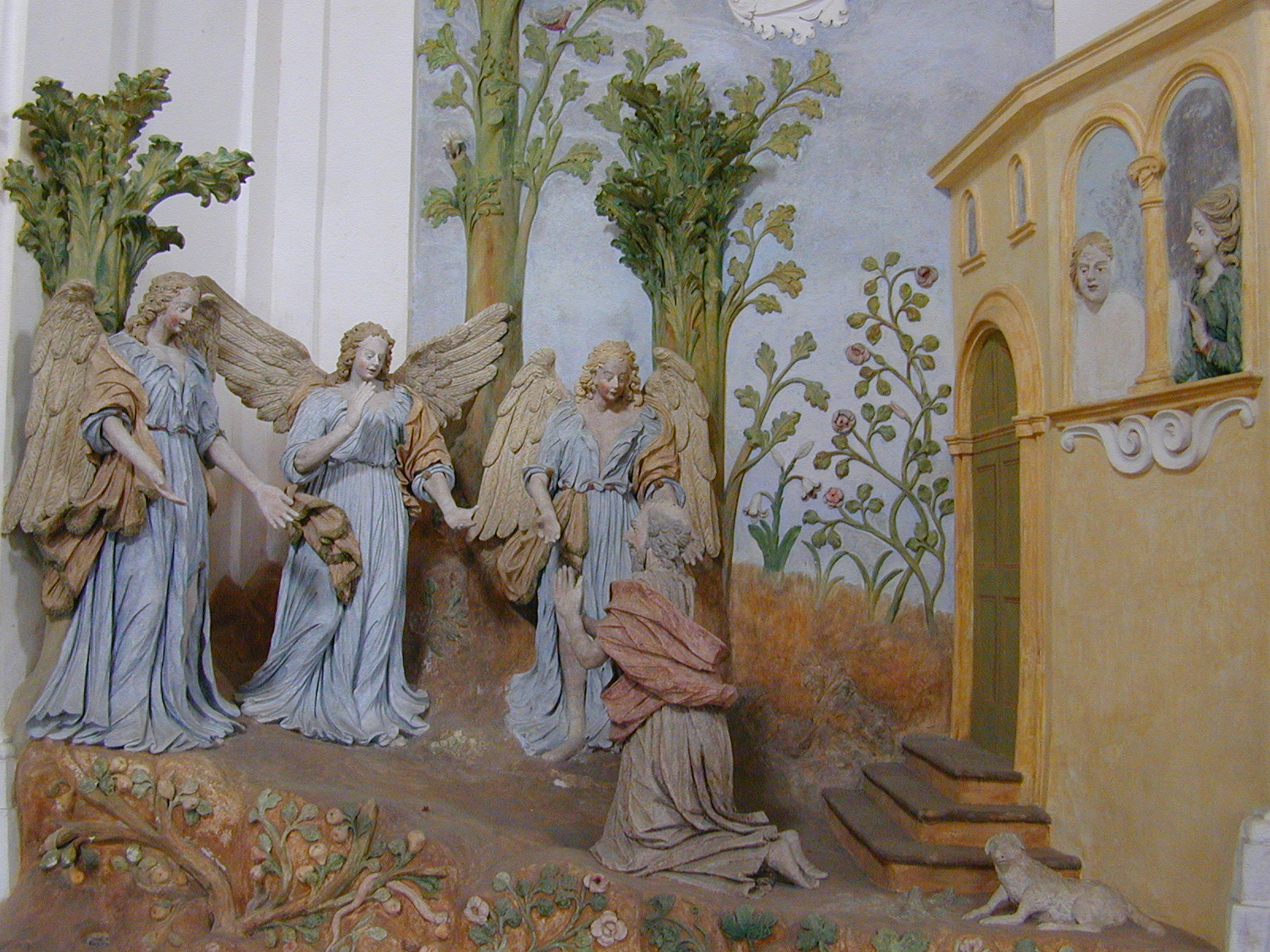
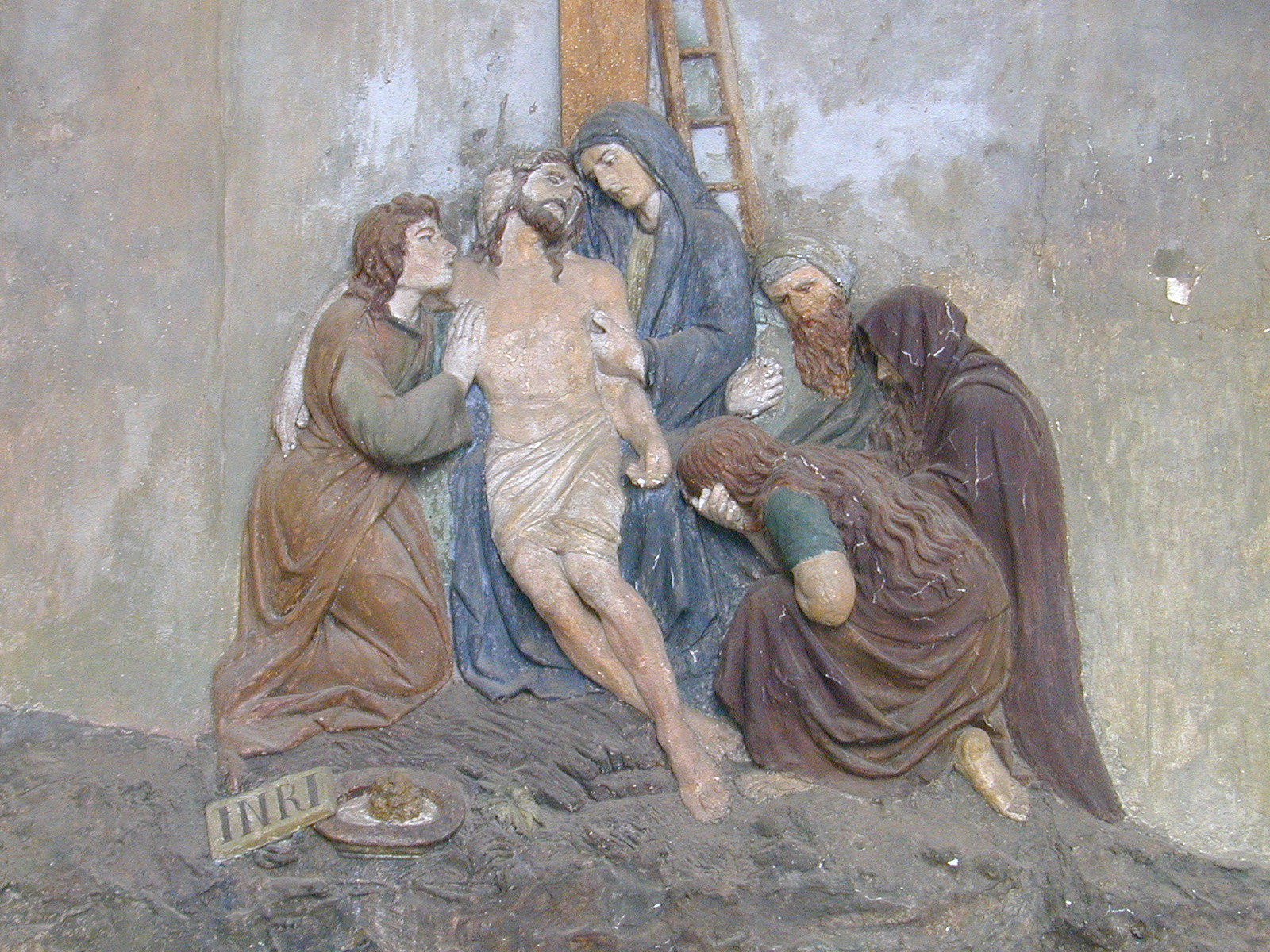
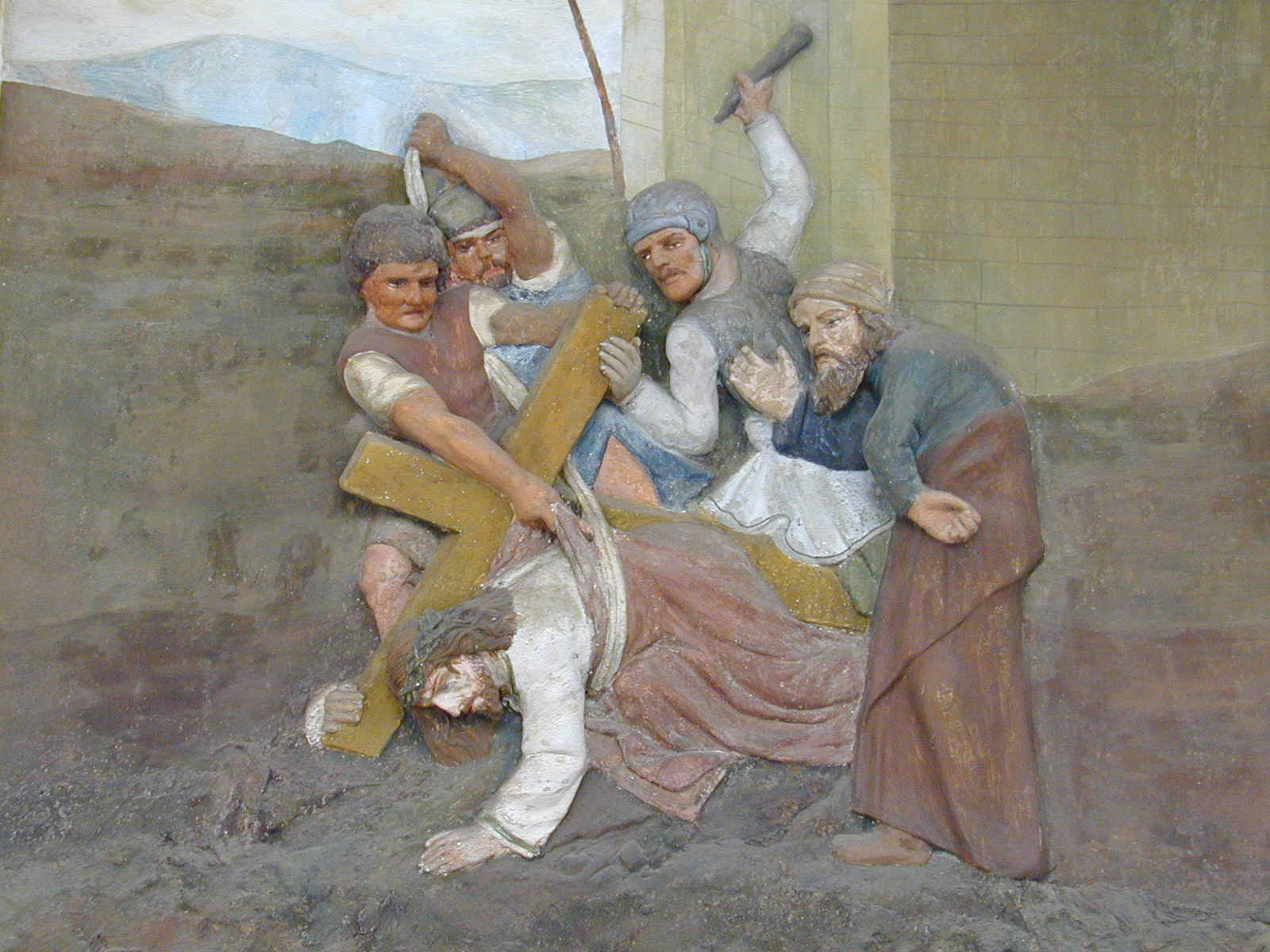